# Finlandia en los Juegos Olímpicos de Sapporo 1972
Finlandia estuvo representada en los Juegos Olímpicos de Sapporo 1972 por un total de 50 deportistas que compitieron en 6 deportes.  
El portador de la bandera en la ceremonia de apertura fue el esquiador de fondo Juha Mieto.

## Medallistas
El equipo olímpico finlandés obtuvo las siguientes medallas:
| Nombre                                                   | Deporte           | Competición  |
| -------------------------------------------------------- | ----------------- | ------------ |
| Oro                                                      |                   |              |
| —                                                        |                   |              |
| Plata                                                    |                   |              |
| Heikki Ikola Mauri Röppänen Esko Saira Juhani Suutarinen | Biatlón           | 4 × 7,5 km M |
| Rauno Miettinen                                          | Combinada nórdica | Individual M |
| Marjatta Kajosmaa                                        | Esquí de fondo    | 5 km F       |
| Marjatta Kajosmaa Hilkka Riihivuori Helena Takalo        | Esquí de fondo    | 3 × 5 km F   |
| Bronce                                                   |                   |              |
| Marjatta Kajosmaa                                        | Esquí de fondo    | 5 km F       |